# Daniel Mansuy
Pour les articles homonymes, voir Mansuy.
Daniel Mansuy est un chercheur et un chimiste français né en 1945 à Châteauroux (Indre), membre de l'Académie des sciences.

## Biographie
Diplômé de l'École nationale supérieure de chimie de Paris (devenue Chimie Paris Tech) en 1967, Daniel Mansuy obtient un doctorat d'État ès-sciences à l'université Pierre-et-Marie-Curie en 1970 sous la direction de Marc Julia. Il entre ensuite au CNRS comme chargé puis directeur de recherche en 1992. Il a été le cofondateur en 1984 et le directeur (1984-1996 et 1999-2005) du Laboratoire de Chimie & Biochimie Pharmacologiques et Toxicologiques à l'université Paris Descartes. Il est actuellement directeur de recherche émérite classe exceptionnelle.

## Travaux scientifiques
Daniel Mansuy s'intéresse particulièrement aux phénomènes se situant à l'interface de la chimie et de la biologie, et en particulier à la chimie et la pharmacochimie des cytochromes P450. Ses travaux ont permis la découverte d'une nouvelle classe de complexes carbéniques et nitréniques du fer  et la mise au point d’un des premiers systèmes catalytiques de transfert de nitrénes sur des alcanes ou des alcènes . Il a également mis au point de nouveaux catalyseurs d'oxydation des alcanes, alcènes et aromatiques, utilisés pour la prévision du métabolisme des médicaments et dans le domaine de la dépollution.  Dans le domaine de la toxicologie moléculaire, ses travaux ont permis de comprendre le mécanisme des interactions médicamenteuses impliquant certains antibiotiques macrolides comme le TAO et des hépatites médicamenteuses de type immunoallergique dues à l’acide tiénilique.
Il est l'auteur ou le coauteur de plus de 400 publications scientifiques

## Prix et distinctions
- Médaille d'argent du CNRS (1982)[4]
- Prix FEBS 1983
- Prix Atochem-Raymond Berr (1990)
- Élu correspondant de l'Académie des sciences (1993)[5]
- Élu membre de l'Académie des sciences (1998)[5]
- Prix Ehrlich de la Société Française de Chimie Thérapeutique (1999)
- Élu membre associé de l'Académie nationale de Pharmacie (2010)[6]
- Il est Chevalier dans l'Ordre national du Mérite